# Turetta (cognome)
Turetta è un cognome di lingua italiana.

## Varianti
Il cognome non presenta varianti.

## Origine e diffusione
Potrebbe derivare dal nome augurale Bonaventura legato al vocabolo latino venturus, "colui o colei che sta per giungere" o da venturum, "quanto sta per accadere".
Il cognome Turetta è tipico del veneto, soprattutto del padovano.